# Netzwerk Bibliothek
Netzwerk Bibliothek war eine bundesweite Bibliothekskampagne des Deutschen Bibliotheksverbandes. Im Mittelpunkt standen digitale Angebote und Dienstleistungen ebenso wie „zeitgemäße Veranstaltungsformate“ und aktuelle Trends der Bibliothekslandschaft. Die Kampagne wurde gefördert durch das Bundesministerium für Bildung und Forschung und unterstützt durch die ekz Gruppe und divibib. Die Imagekampagne begann mit einer bundesweiten Aktionswoche zum Tag der Bibliotheken am 24. Oktober 2014 und war bis zum 31. Juli 2019 angelegt.

## Ziele
Die Bibliothek von heute ist nach Ansicht der Projektträger ein Ort des Austauschs und des Lernens, der virtuelle Welten mit realen Begegnungen verbindet. Ihre zentrale Dienstleistung bestehen darin, allen Bürger, unabhängig von Einkommen, Status, Alter, Geschlecht oder Herkunft, freien Zugang zu Information, Bildung und Kultur zu gewähren und Angebote der kulturellen Bildung zu vermitteln – analog und digital.
Ziel des Netzwerk-Projektes war es, die bestehenden digitalen Angebote und Bildungsprojekte der deutschen Bibliotheken einer breiten Öffentlichkeit sichtbar zu machen. Digitales sollte dabei nicht in Konkurrenz zu Analogem stehen, sondern als zeitgemäße Anpassung an die Anforderungen einer digitalisierten Welt angesehen werden. Der bibliothekarischen Fachgemeinschaft bot das Netzwerk eine Plattform zur Vernetzung zum Austausch über aktuelle Entwicklungen und Trends der nationalen wie internationalen Bibliothekslandschaft (Kooperationen und gemeinsame Veranstaltungen mit anderen Bildungseinrichtungen und Institutionen).
Die Kampagne fand vor allem online statt, beispielsweise wurden Angebote der teilnehmenden Bibliotheken vorgestellt sowie über bibliotheksrelevante Themen (Wissen, Veranstaltungen) informiert.
Seit 2019 führt der Deutsche Bibliotheksverband das Projekt "Netzwerk Bibliothek Medienbildung" durch, das Bibliotheksmitarbeitende dabei unterstützt, eigene medienpädagogische Angebote auszubauen. Hierfür werden fortlaufend Fortbildungsveranstaltungen durchgeführt, Materialien entwickelt und Praxisimpulse bereitgestellt, die auf der Website des Projektes abrufbar sind.